# Americanização

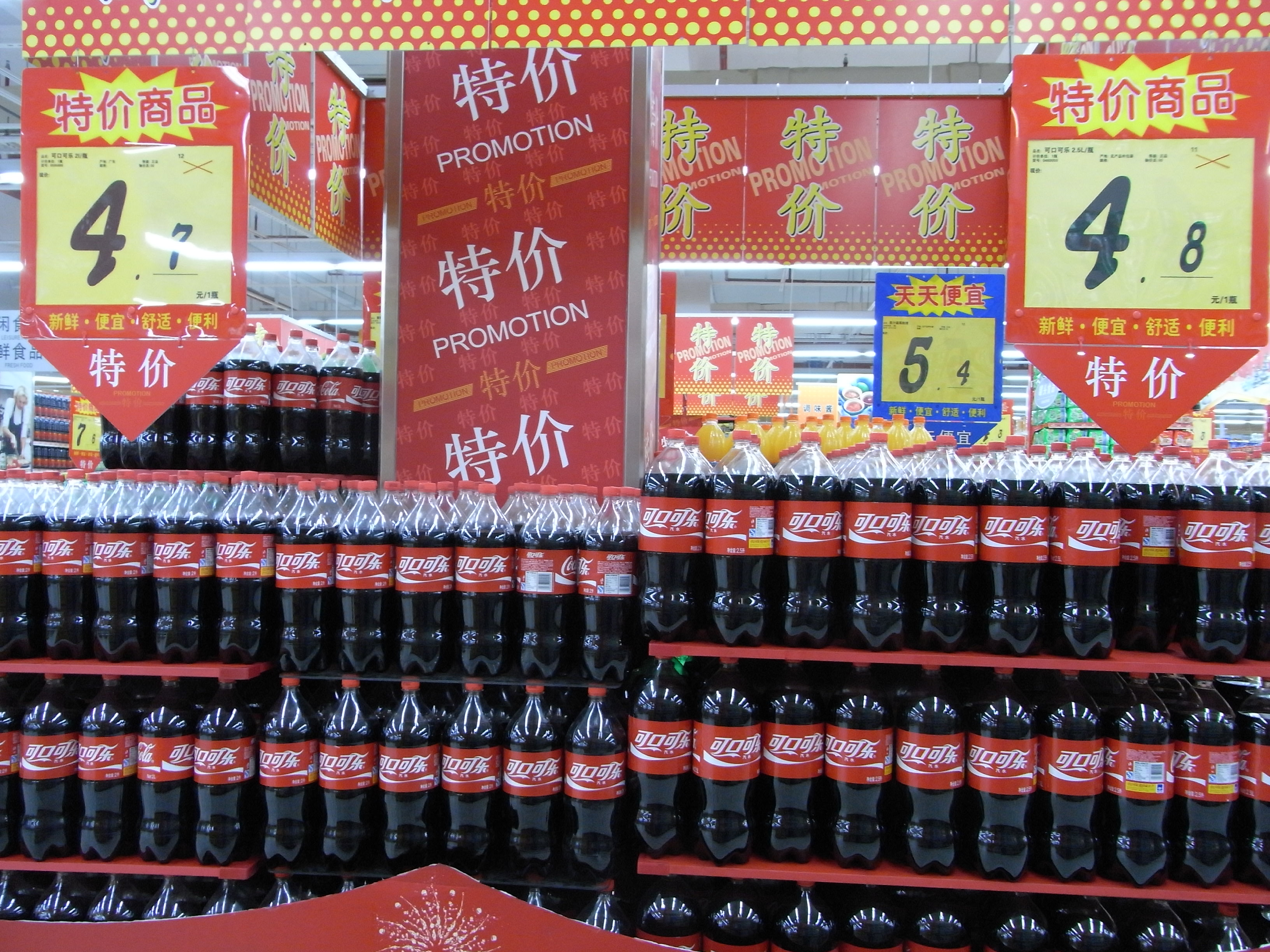
Coca-Cola à venda num supermercado chinês.

Americanização ou norte-americanização é um termo empregado para descrever a influência que os Estados Unidos exercem sobre a cultura de outros países, resultando no fenômeno da substituição de uma determinada cultura pela cultura estadunidense. Quando tal se dá contra a vontade da cultura afetada ou pelo uso da força, o termo tem uma conotação negativa; quando isto é buscado voluntariamente, possui uma conotação positiva.

## Visão geral

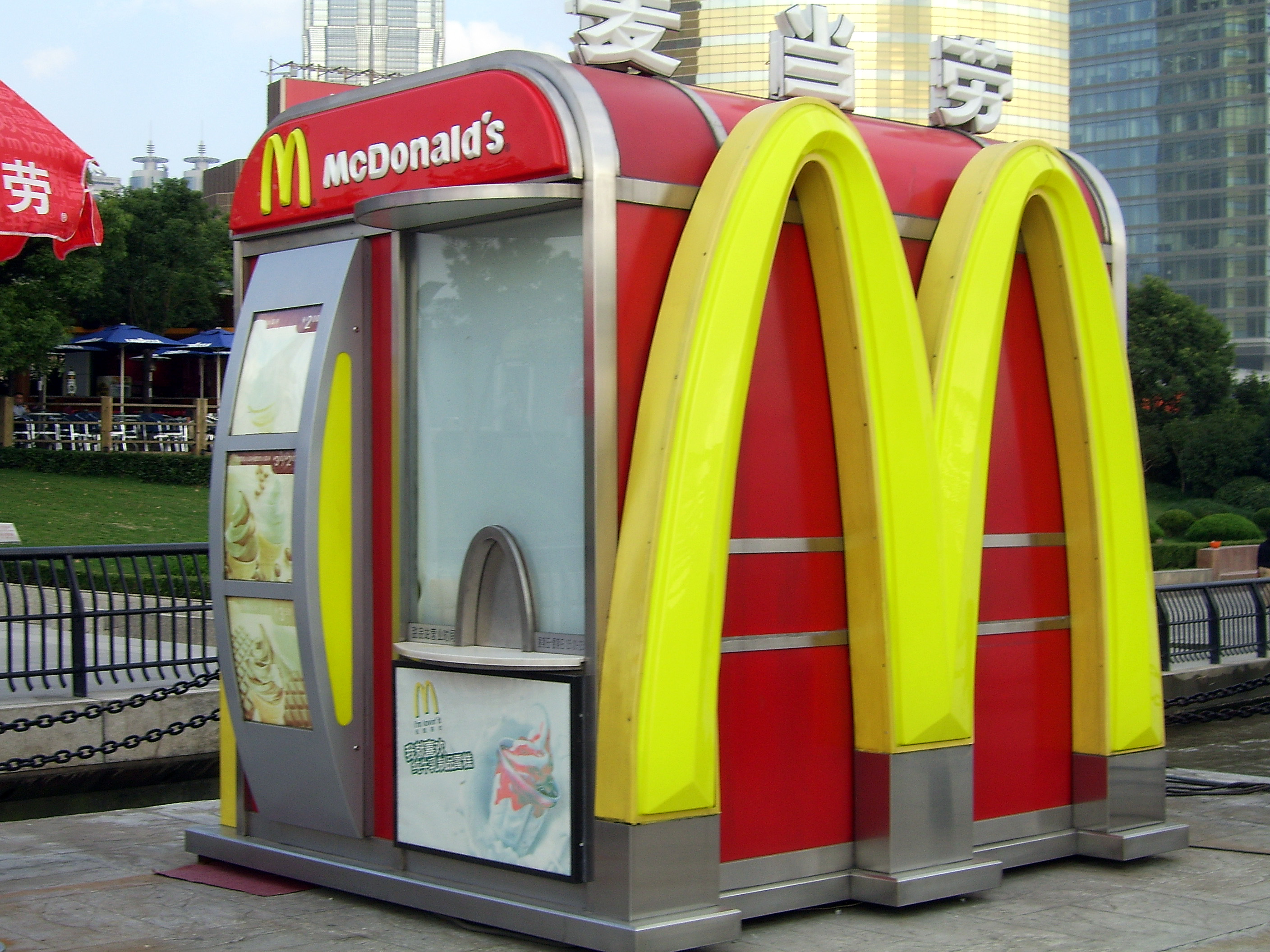
McDonald's em Xangai.

Uma vez que os Estados Unidos da América são o maior poder econômico do mundo, sua influência pode ter um grande impacto sobre todas as nações. Por exemplo, os canais de televisão estadunidenses como a MTV e a CNN são transmitidos globalmente e recebidos por aparelhos domésticos. Em suas programações aparecem comerciais de produtos muito conhecidos como McDonald's, Coca-Cola, Levi's e outros. A indústria cinematográfica de Hollywood é muitas vezes considerada a mais influente do mundo, e através desta e outras formas, outras comunidades são expostas a elementos culturais, ideologias e modos de vida dos Estados Unidos. Tais elementos podem influenciar especialmente os jovens em vista de uma apresentação do modo de vida estadunidense como "excitante", tornando-os mais receptivos ao processo de americanização. Por outro lado, algumas culturas, e geralmente pessoas mais velhas, podem oferecer resistência à penetração da cultura dos Estados Unidos, temendo perder suas identidades culturais.

## Mídia
A maciça divulgação de mídias estadunidenses, incluindo a TV, filmes e música é considerada o maior componente do processo de americanização. Muitos canais de TV têm sucursais em outros países e transmitem programação principalmente estadunidense. De acordo com uma pesquisa realizada em 2006 pela Radio Times, os programas The Simpsons, Lost e Desperate Housewives estão entre os mais assistidos em vinte países do mundo, com o seriado CSI ocupando a liderança.
Também os filmes estadunidenses estão entre os mais populares do mundo, muitas vezes dominando as salas de exibição. Numa lista dos vinte filmes mais rendosos, doze foram produzidos nos Estados Unidos, estando no topo da lista Titanic na Alemanha, França e Espanha, entre outros. Fazendo os ajustes devidos à inflação, o filme mais lucrativo da história foi E o vento levou, também dos Estados Unidos. Muitas vezes acordos comerciais para divulgação de filmes entre os Estados Unidos e outros países envolvem cláusulas que obrigam os países a anularem medidas protecionistas para seus próprios filmes, como foi o caso do México e da Coreia do Sul.
Muitos artistas dos Estados Unidos são conhecidos mundialmente, como Elvis Presley e Michael Jackson, que venderam mais de 500 milhões de discos cada um. O álbum de Michael Jackson Thriller, com cem milhões de cópias, foi o mais vendido da história.

## Negócios e marcas comerciais

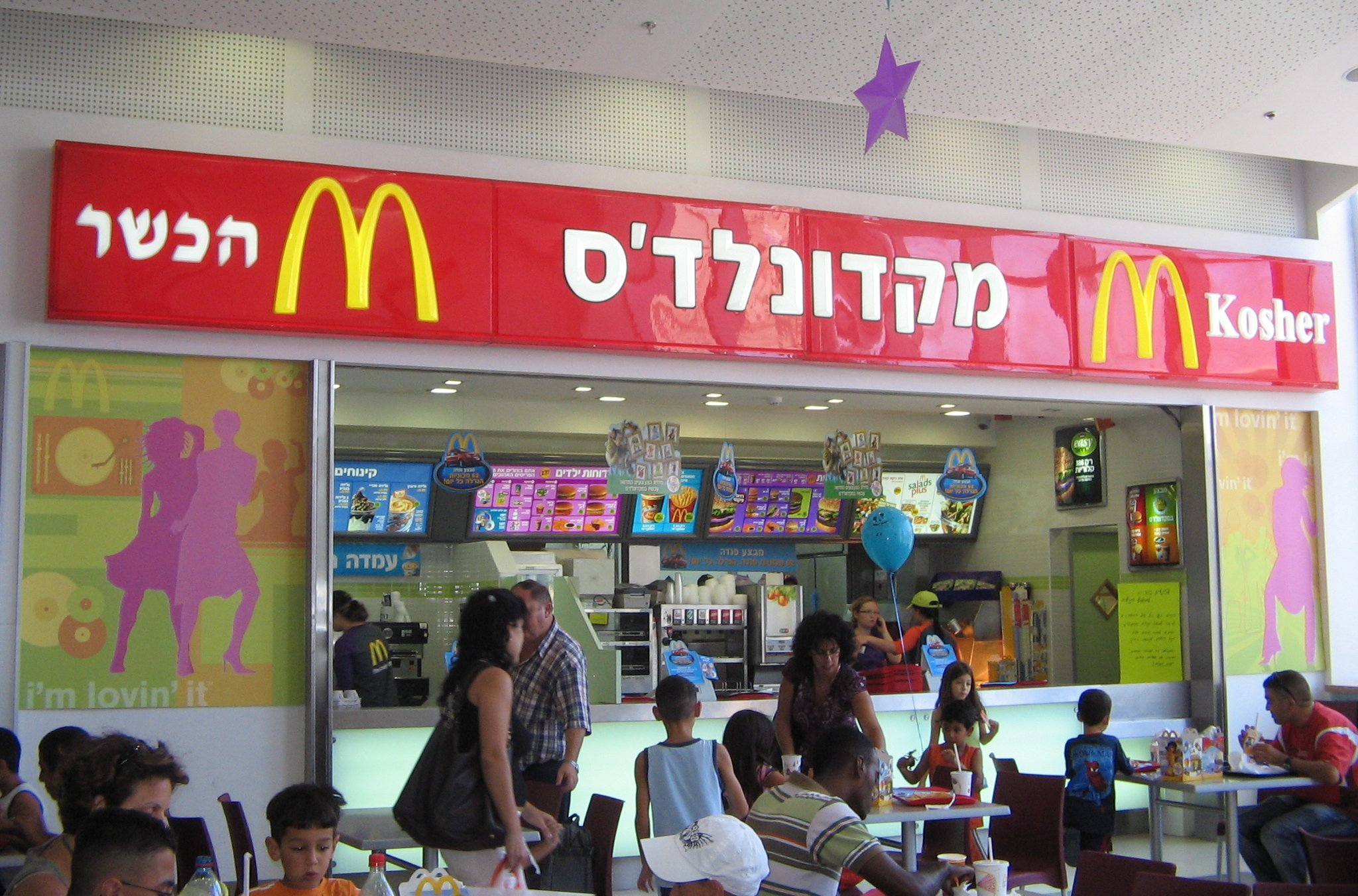
Loja do McDonald's em Ascalão, Israel

Das dez marcas comerciais mais importantes do mundo, sete têm sua base nos Estados Unidos. A Coca Cola, a maior delas, é muitas vezes vista como um verdadeiro símbolo da americanização, e possui máquinas de venda em duzentos países do mundo. Também no ramo dos computadores, as maiores companhias são estadunidenses, como a Microsoft, Apple Inc., Dell e IBM, e boa parte do software usado no mundo é produzido lá. Da mesma forma, empresas de fast food como a Starbucks, McDonald's, Burger King, Pizza Hut, KFC e Domino's Pizza estão entre as que têm maior número de filiais.

## Efeitos mundiais
Na Suécia, há um dito humorístico declarando que o país é o mais americanizado do mundo, e que os EUA vêm em segundo lugar. Arthur Koestler descreveu a americanização como "cocacolonization" ("cocacolonização") em seu livro The Lotus and the Robot, referindo-se à Coca-Cola, um símbolo da cultura estadunidense.